# Cubaris sulcifrons
Cubaris sulcifrons är en kräftdjursart som beskrevs av Green 1961. Cubaris sulcifrons ingår i släktet Cubaris och familjen Armadillidae. Inga underarter finns listade i Catalogue of Life.